# くだこ (掃海艇)
くだこ（ローマ字：JDS Kudako, MSC-622、YAS-74）は、海上自衛隊の掃海艇。かさど型掃海艇の19番艇。艇名はクダコ島に由来する。

## 艦歴
「くだこ」は、第2次防衛力整備計画に基づく昭和38年度計画掃海艇322号艇として、日立造船神奈川工場で1964年2月17日に起工され、1964年12月18日に進水、1965年3月24日に就役し、第1掃海隊群第37掃海隊に編入された。
1976年3月31日、佐世保地方隊沖縄基地隊所属の第35掃海隊に編入。
1981年3月18日、特務船に種別変更され、船籍番号がYAS-74に変更。開発指導隊群隷下の鹿児島試験所所属となる。
1987年3月24日、除籍。